# 봉곡중학교 (경남)
봉곡중학교(鳳谷中學校)는 대한민국 경상남도 창원시 의창구 봉곡동에 있는 공립 중학교이다.

## 학교 연혁
- 1993년 3월 21일 : 봉곡중학교 설립인가
- 1995년 3월 4일 : 개교 및 입학식(7학급 316명)
- 2023년 2월 3일 : 제26회 졸업식(115명, 총 졸업생 6.194명)
- 2023년 3월 2일 : 제29회 입학식(5학급 136명)
- 2023년 9월 1일 : 제16대 권영임 교장 취임

## 참고 자료
- 봉곡중학교 - 한국교육학술정보원 학교알리미